# رقية حسن (إعلامية)
رقية حسن (1 أيار/مايو)  إعلامية عراقية تقدم برنامج ظهيرة الجمعة على قناة الشرقية.

## مشوارها المهني
درست اللغة الإنجليزية بدأت مسيرتها منتصف التسعينات في الإذاعة العراقية الناطقة باللغة الإنجليزية عندما خاضت اختبار تنافسياً لإختيار مذيعات واجتازته بداية عملت كمترجمة ثم عملت مذيعة للبرامج الموسيقية، شاركت بتقديم عدد من المسلسلات الإذاعية باللغة العربية منها «حذاري من اليأس» ومسلسل ثابت أفندي، حكايات البستان للأطفال وبرنامج «شهد الأنغام» إنتقلت للعمل في التلفزيون العراقي وتلفزيون الشباب حيث قدمت برامج حوارية ثقافية وفنية مثل «السينما في أسبوع ودندنة» حتى العام 2003.

### عملها في الإعلام الأجنبي
عملت مراسلة اقتصادية لشبكة سي إن بي سي الأمريكية وأعدت لمحطة سي أن أن الأمريكية العديد من التقازير كما قدمت برامج «للرافدين سلام» على إذاعة بي بي سي البريطانية عام 2004.

### عملها في قناة الشرقية
عام 2005 غادرت العراق إلى الإمارات العربية المتحدة للعمل في قناة الشرقية حيث قدمت برامج عديدة منها نشرات الأخبار والصحافة، تراجي الثقافي، هاي لايت، خيرات رمضان وبرنامج (ظهيرة الجمعة) الذي استمر لسنوات وبرنامج «خيرات» على قناة الشرقية كما حاز برنامج «فارس على صهوة من خشب» الذي قدمته مع الفنان عزيز خيون على جائزة أفضل برنامج في مهرجان الإعلام بالقاهرة عام 2007 وبرنامج «صاعد النخل» الذي قدمته مع الفنان «محمود أبو العباس» على الجائز ة الذهبية بنفس المهرجان عام 2009.

## البرامج التي قدمتها
| البرنامج             | عرض على        |
| -------------------- | -------------- |
| شهد الأنغام          | إذاعة العراق   |
| السينما في أسبوع     | تلفزيون العراق |
| دندنة                | تلفزيون الشباب |
| للرافدين سلام        | بي بي سي       |
| نشرات الأخبار        | قناة الشرقية   |
| تراجي                | قناة الشرقية   |
| صاعد النخل           | قناة الشرقية   |
| فارس على صهوة من خشب | قناة الشرقية   |
| هاي لايت             | قناة الشرقية   |
| ظهيرة الجمعة         | قناة الشرقية   |
| خيرات رمضان          | قناة الشرقية   |